# Middenvaart (Echten)
De Middenvaart (Fries en officieel: Middenfeart) is een kanaal in de Nederlandse provincie Friesland. 
Het kanaal met een lengte van drie kilometer begint bij de Otterwegvaart ten noorden van Bantega en loopt aan de oostzijde van de Middenweg langs buurtschap Commissiepolle door het dorp Echten. De uitmonding is tweehonderd meter ten westen van het Gemaal Echten aan de zuidzijde van het Tjeukemeer.

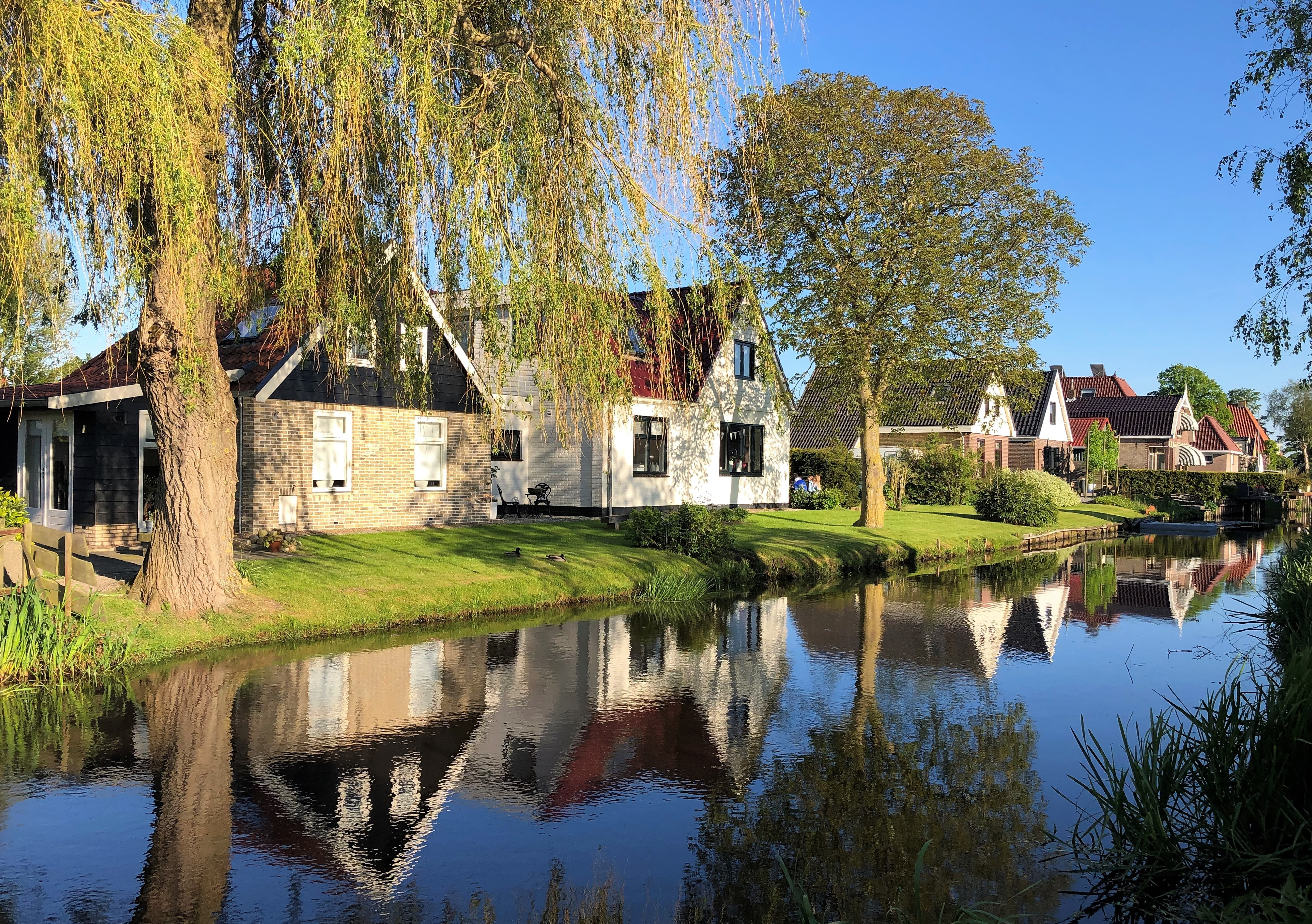
De Middenvaart in Echten